# فرودگاه مگدیا
فرودگاه مگدیا (به انگلیسی: Magadi Airport) یک فرودگاه همگانی، غیرنظامی است که یک باند فرود سنگفرش دارد و طول باند آن ۱۷۵۰ متر است. این فرودگاه در کشور کنیا قرار دارد و در ارتفاع ۶۴۰ متری از سطح دریا واقع شده است.